# Rynek w Lublinie
Rynek w Lublinie – jest centralnym placem w historycznym centrum Lublina. 
Budynek pośrodku rynku (wzniesiony w 1389 r.) był początkowo ratuszem, a później trybunałem. Wokół rynku kilka domów objętych ochroną zabytkową. Należą do nich Rynek 3, 4, 5, 6, 7, 9 i 17 (mieszkał w niej Tadeusz Wieniawski).

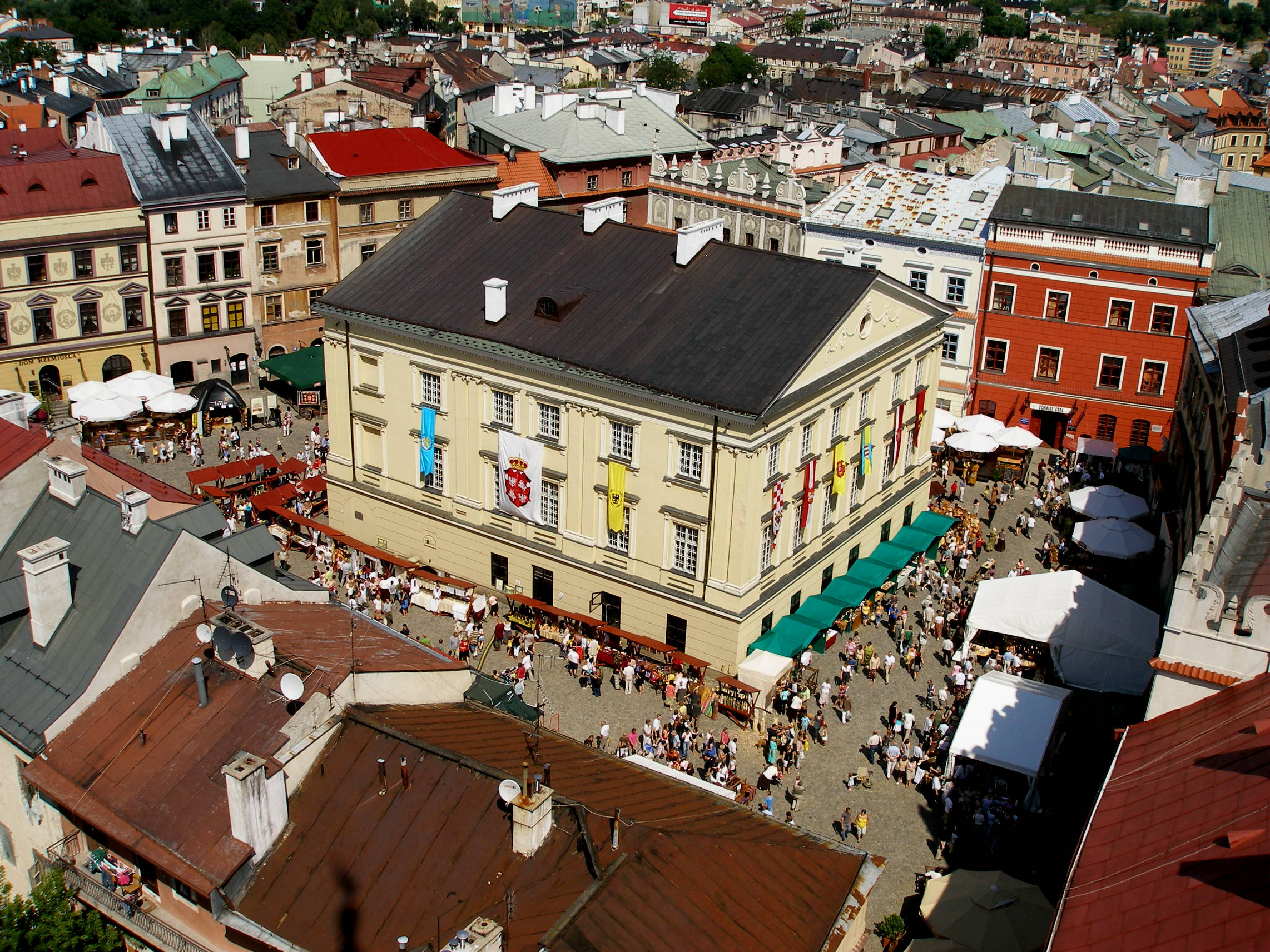
Stary ratusz, tzw. Trybunał, Rynek 1.
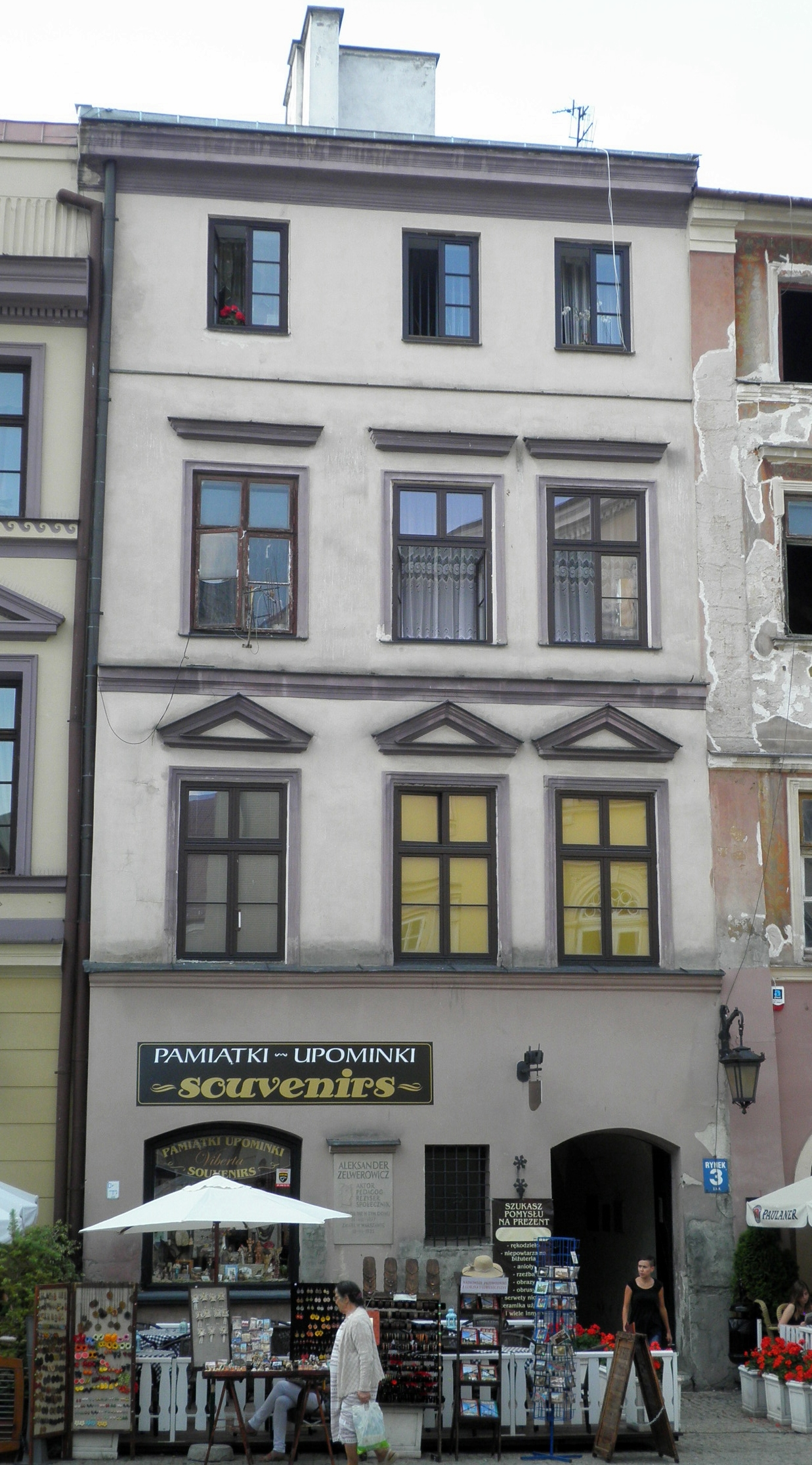
Kamienica Rynek 3.
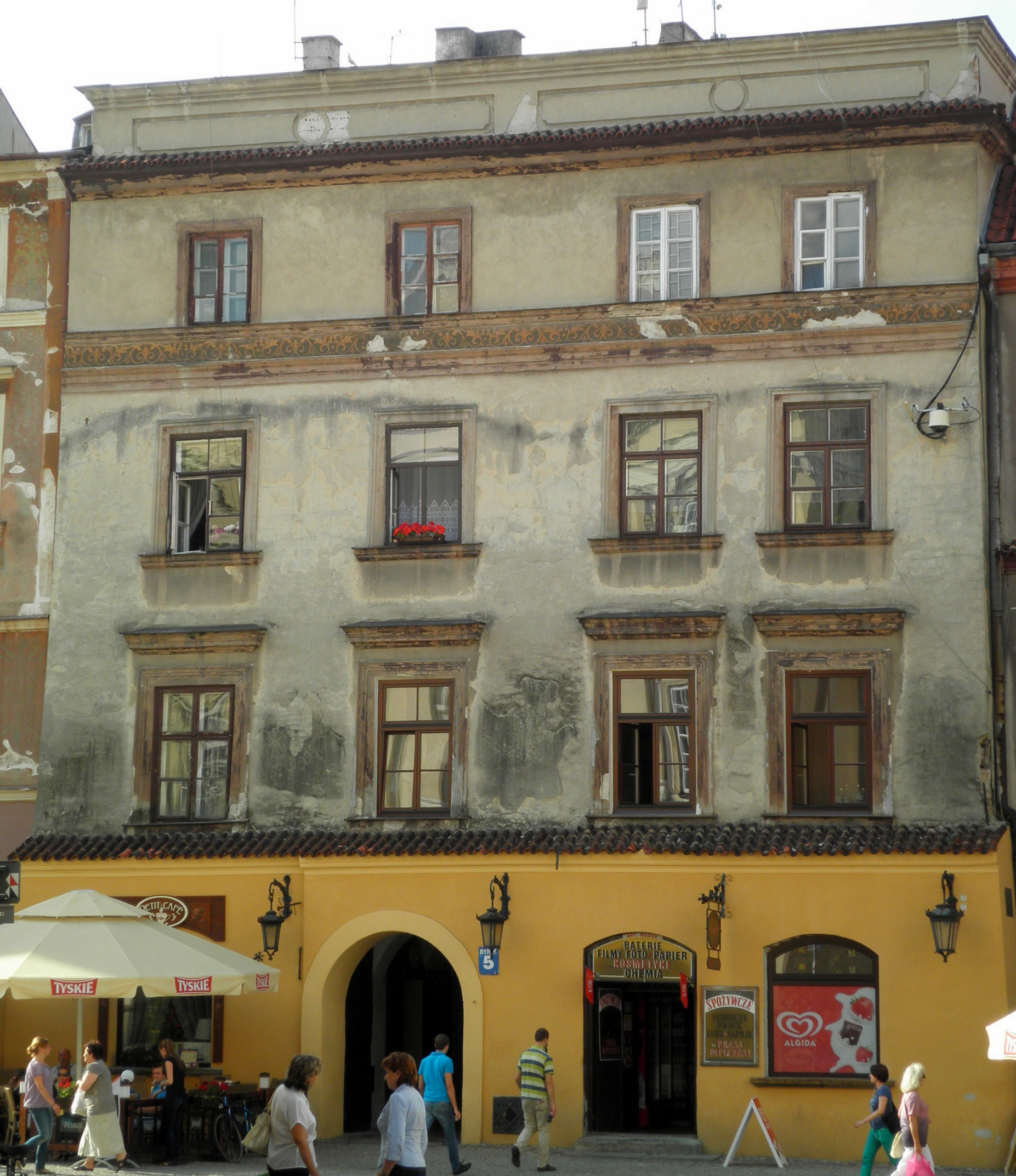
Kamienica Rynek 5.
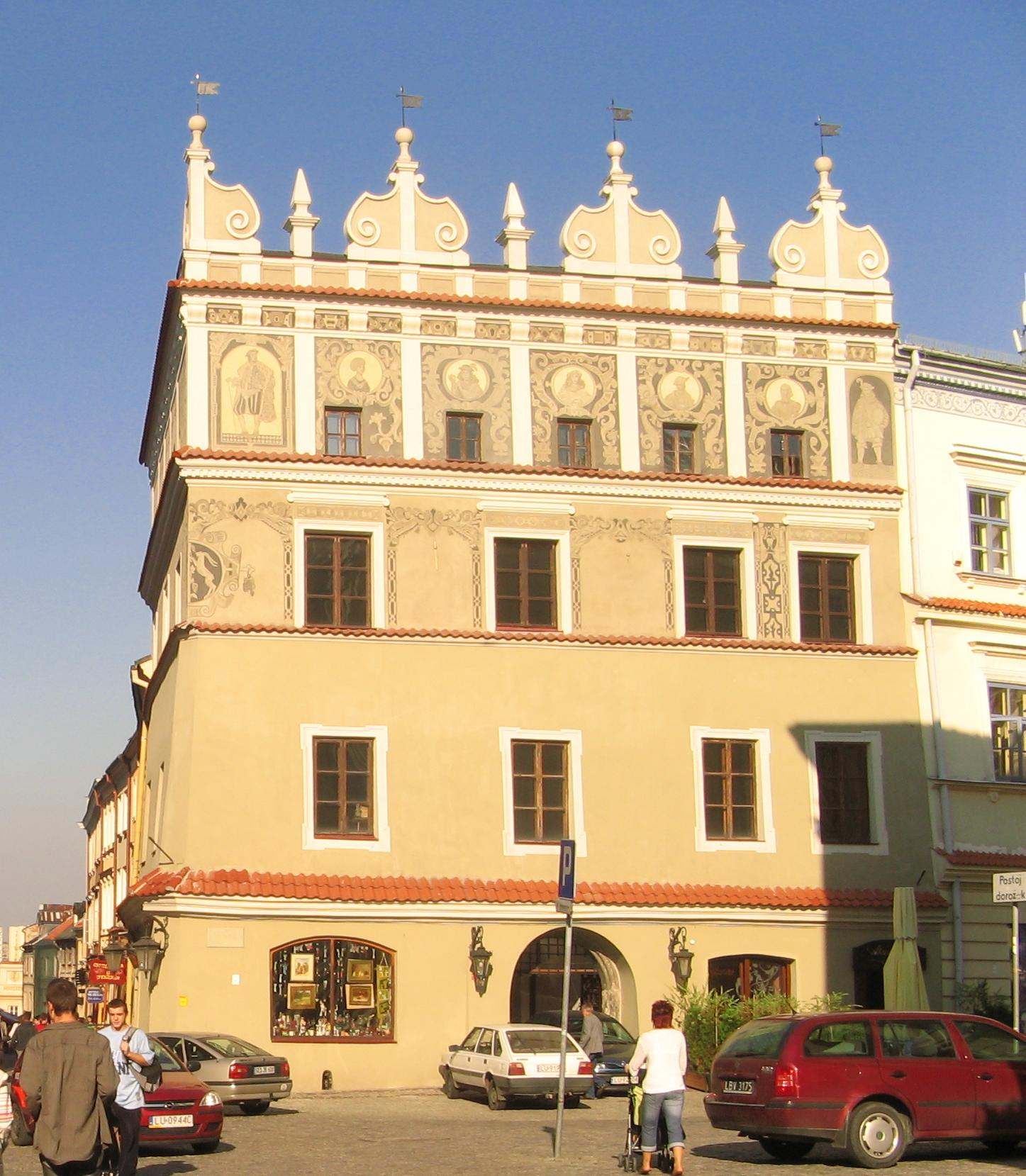
Kamienica Chociszewska (Rynek 6).
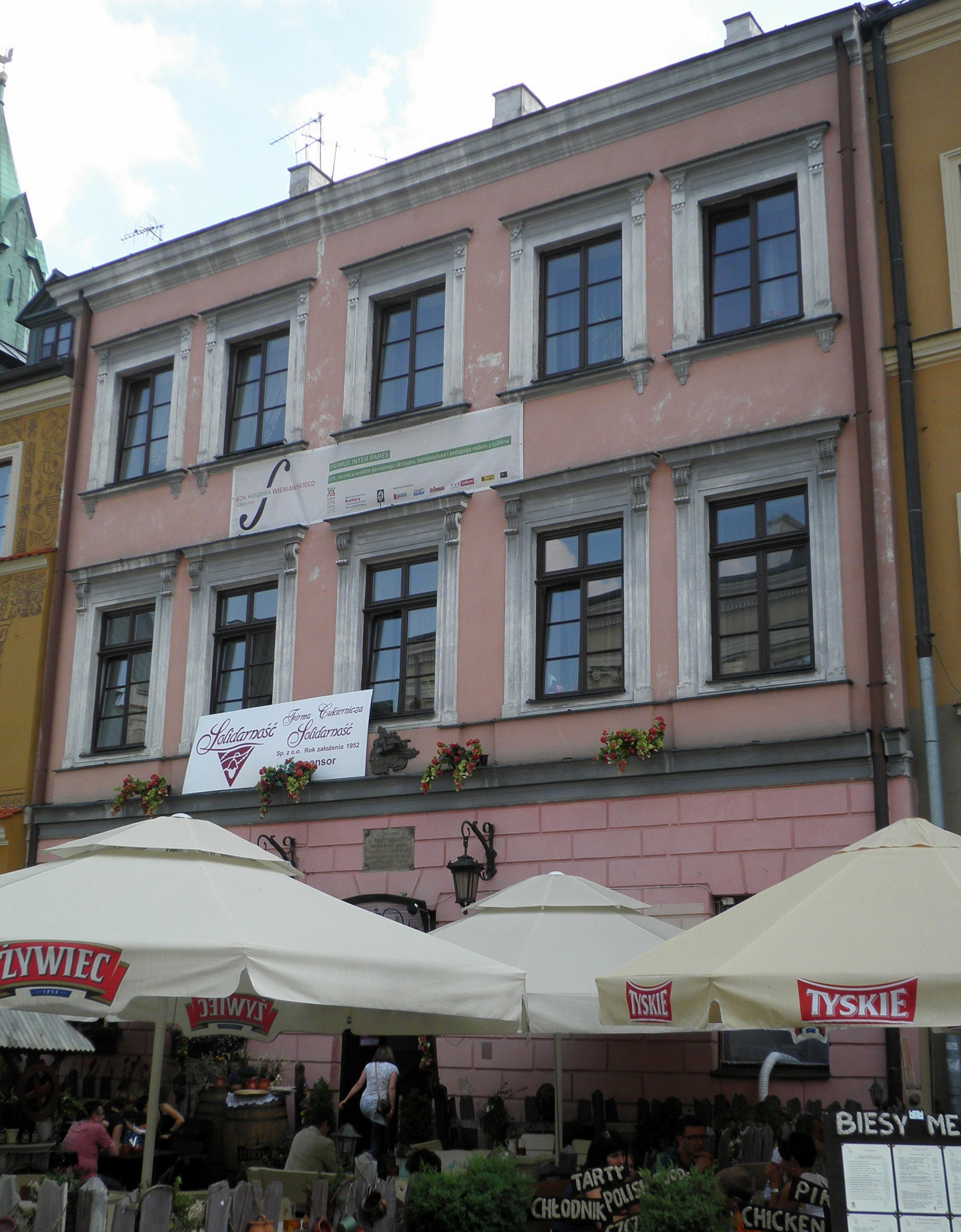
Kamienica Wieniawskich (Rynek 17).

## Literatura
- Piotr Kawałko i inni, Lublin Przewodnik, historia, co warto zobaczyć, mapy, noclegi, gastronomia, ciekawostki, Lublin: Wydawnictwo Archidiecezji Lubelskiej "Gaudium", 2012, 104ff, ISBN 978-83-7548-115-0.